# Балка Куценька
Ба́лка Куценька (рос. Бал. Куценка; Сугарь) — балка (річка) в Україні у Берестинському районі Харківської області. Права притока річки Куций (басейн Чорного моря).

## Опис
Довжина річки приблизно 9 км, площа басейну водозбору 42,0 км, найкоротша відстань між витоком і гирлом — 8,07 км, коефіцієнт звивистості річки — 1,12. Формується декількома безіменними балками та загатами. На деяких ділянках балка пересихає.

## Розташування
Бере початок на північно-західній околиці села Новоолександрівка. Тече переважно на південний схід через село й у селі Нова Балка впадає в річку Куций, праву притоку річки Оріль.

## Цікаві факти
- У селі Новоолександрівка на правому березі балки на південно-західній стороні на відстані приблизно 1,72 км пролягає автошлях Р79[3] (регіональний автомобільний шлях в Україні, М18 — Сахновщина — Ізюм — Борова — Куп'янськ — Дворічна — Піски. Проходить територією Берестинського, Лозівського, Ізюмського, Куп'янського районів Харківської області.)
- У минулому столітті на балці були декілька газових свердловин та 1 газгольдер[2].